# Elinchrom
 (novembre 2024).
Elinchrom est une entreprise suisse de fabrication de matériel d'éclairage pour la photographie professionnelle et, notamment, de flashs de studio et de lumière continue.

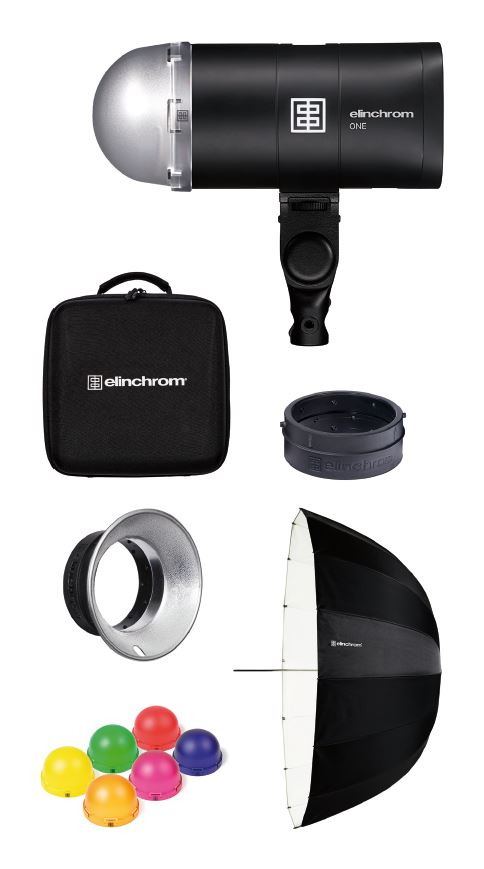
Produits Elinchrom

## Histoire
La société a été fondée en 1962 par Gerry Demieville sous le nom d'Elinca à Renens en Suisse.
En 2010, la société adopte le nom de Elinchrom SA. En 2025, son siège social ainsi que son centre logistique sont transférés à Bussigny.

## Produits
Elinchrom produit notamment des unités flash pour le studio et l'extérieur, de la lumière continue ainsi que des modeleurs de lumière (softboxes, parapluies, réflecteurs), des unités sur batteries pour une utilisation autonome et des transmetteurs sans fil pour flashs.

### Monolight
Flash photographique pour une utilisation en studio. Puissance de 200 à 1000 Joules (W.s)
- D-Lite RX, ELC, ELC Pro HD

### Monolight sur batterie
Version sur batterie amovible du monolight, pour une utilisation en extérieur et en studio.

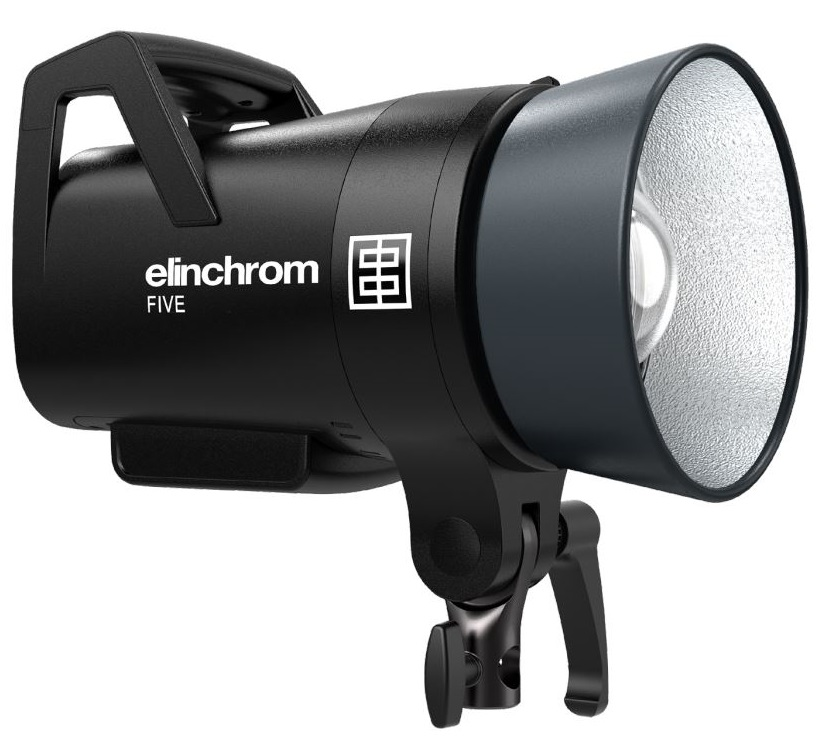
Flash de studio avec batterie Elinchrom FIVE

- Elinchrom FIVE

### Flash déporté (Off-Camera flash)
Flash avec batterie intégrée.
- Elinchrom ONE, Elinchrom THREE, ELB 500 TTL

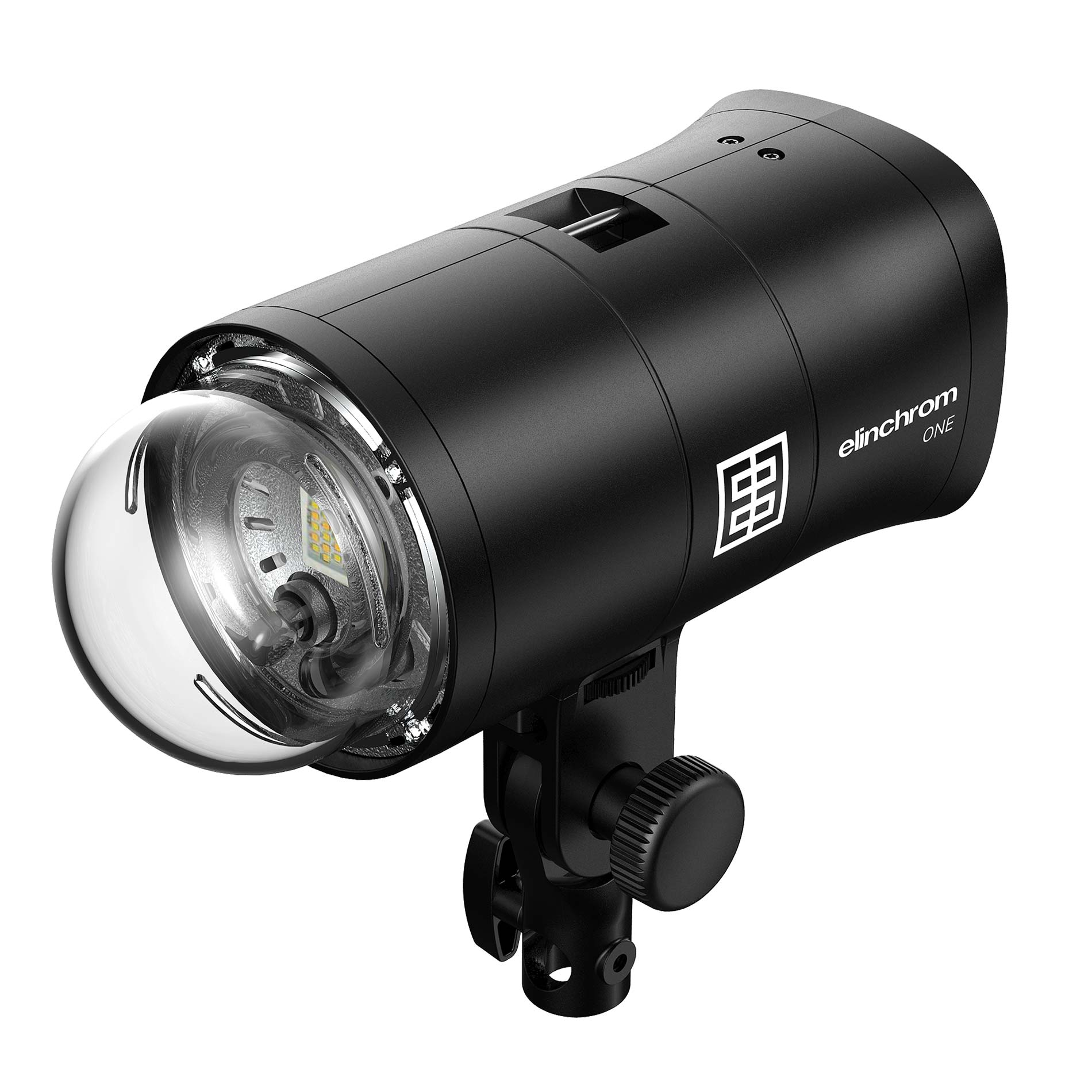
Flash de studio sur batterie Elinchrom ONE.

### Lumière continue
Lumière continue LED pour la photographie et la vidéographie.
Température de couleur de 2700°K à 6500°K et RGB avec 1° d'incrémentation.

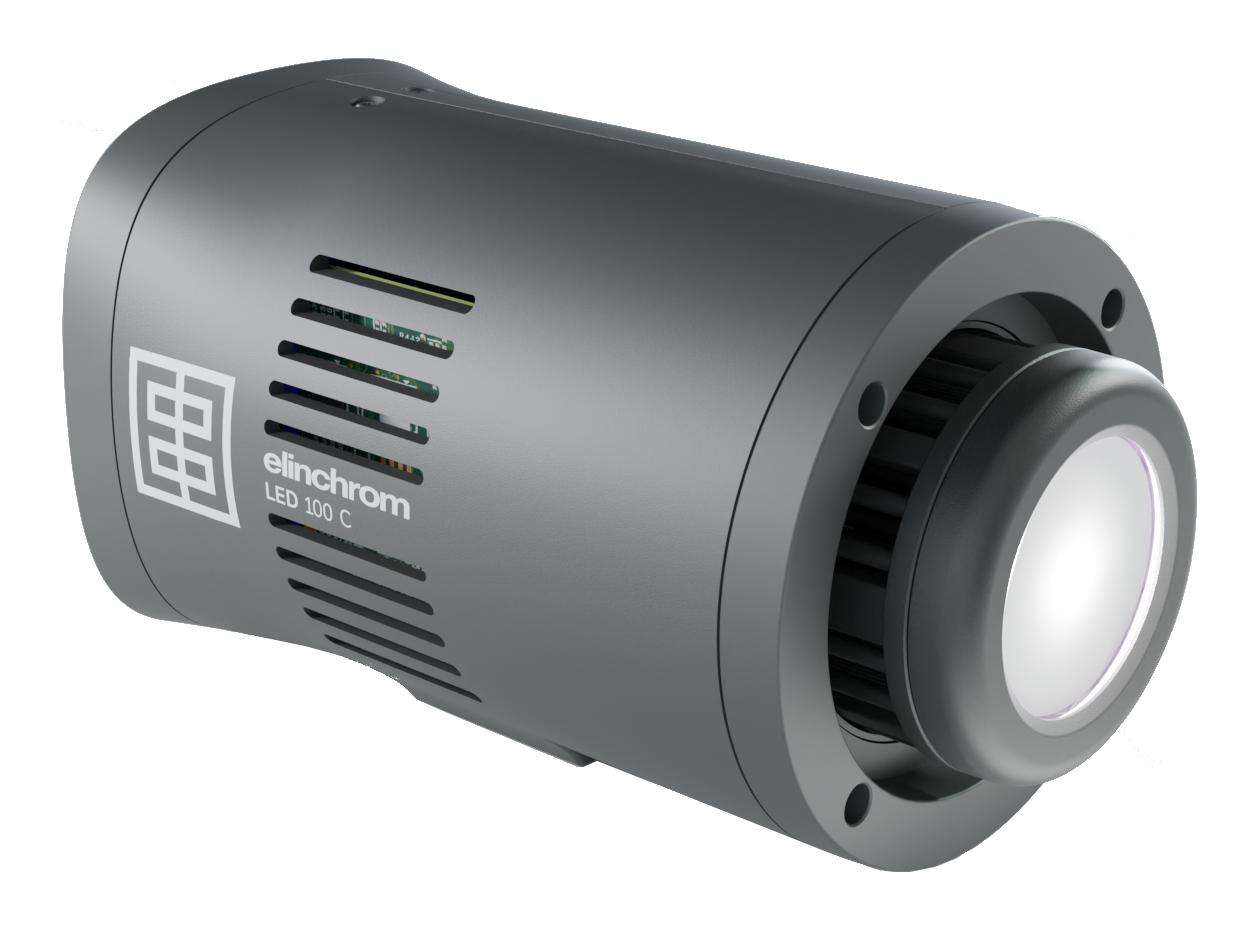
Elinchrom LED 100 C

- Elinchrom LED 100 C

### Synchronisation

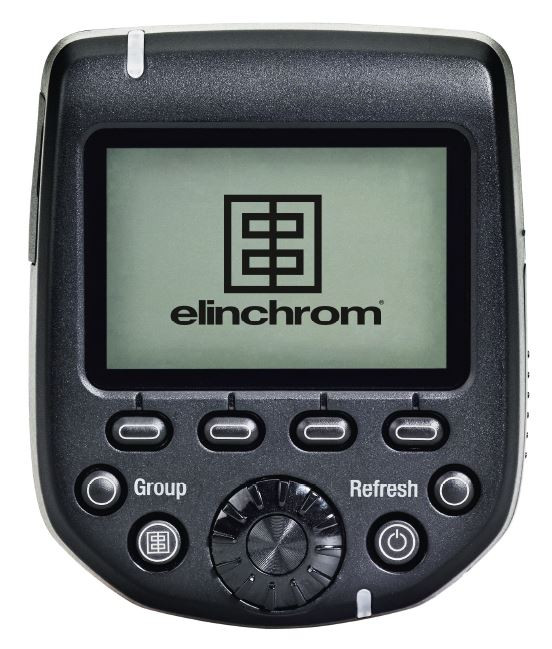
Elinchrom Skyport PRO

Déclencheur sans fil
- EL Skyport

### Modeleur de lumière
Modeleurs de lumière (softboxes, parapluies, réflecteurs)